# Iridopelma zorodes
Iridopelma zorodes là một loài nhện trong họ Theraphosidae.
Loài này thuộc chi Iridopelma. Iridopelma zorodes được Cândido Firmino de Mello-Leitão miêu tả năm 1926.